# Campionati europei di nuoto artistico 2025 - Solo libero maschile
La gara dal solo tecnico maschile ai campionati europei di nuoto artistico 2025 si è svolta il 5 giugno 2025 presso il Penteada Olympic Swimming Pools Complex di Funchal. Hanno preso parte alla competizione 6 squadre nazionali

## Risultati
| Pos. | Atleti                 | Squadra       | DD    | EL      | AI      | Punti    | Pen |
| ---- | ---------------------- | ------------- | ----- | ------- | ------- | -------- | --- |
|      | Jordi Caceres          | Spagna        | 40.45 | 90.3000 | 98.6500 | 188.9500 |     |
|      | Filippo Pelati         | Italia        | 41.30 | 90.6788 | 96.4500 | 187.1288 |     |
|      | Ranjuo Tomblin         | Gran Bretagna | 38.15 | 83.3837 | 90.0000 | 173.3837 |     |
| 4    | Marios Kritsas         | Grecia        | 39.75 | 83.7649 | 81.9000 | 165.6649 |     |
| 5    | David Martinez Delgado | Svezia        | 34.20 | 73.8413 | 90.9000 | 164.7413 |     |
| 6    | Dimitar Isaev          | Bulgaria      | 19.55 | 37.7988 | 83.9000 | 121.6988 |     |